# Il sogno del Celta
Il sogno del celta è un romanzo dello scrittore peruviano Mario Vargas Llosa, biografia romanzata del patriota irlandese Roger Casement, che per primo denunciò il genocidio in atto nel Congo Belga nonché il genocidio del Putumayo in Amazzonia a inizio novecento. Il romanzo ha vinto nel 2013 il Premio Letterario Giuseppe Tomasi di Lampedusa.

## Trama
In attesa di giudizio in un carcere di Londra,  Roger Casement riceve la visita di un inviato del suo avvocato, il quale gli comunica che il recente rinvenimento dei suoi diari ha prevenuto contro di lui l'opinione pubblica.
Casement è nato e cresciuto nell'Irlanda dell'Ottocento, parte dello Stato britannico; diventato orfano di entrambi i genitori prima dei dieci anni, si trasferisce a abitare con parenti a Liverpool, dove entra a lavorare in una compagnia navale che fa la spola tra il porto inglese e l'Africa occidentale.
Arrivato in Africa spinto dall'entusiasmo di contribuire alla civilizzazione degli abitanti mediante il cristianesimo, si unisce alla spedizione dell'avventuriero Henry Morton Stanley che lavora per il re del Belgio. In realtà la sua motivazione presto si trasforma in disinganno: Stanley costringe i capi indigeni a firmare contratti con i quali cedono terre e forza lavoro al re, in cambio di nulla. Poco per volta Casement comincia a opporsi al brutale comportamento dei colonizzatori, e arriva a strappare dalle mani di un ufficiale un ragazzino nero, che prende presso di sé come aiutante.
Divenuto console del Regno Unito in Congo, Casement viene incaricato dalla Corona di verificare cosa ci sia di vero nelle notizie di soprusi e orrori nella colonia belga; risale per diverse settimane con un'imbarcazione il fiume Congo raccogliendo un'immane documentazione sull'orrore della dominazione europea, e al ritorno in Inghilterra scrive un dettagliato rapporto.
Ha lasciato l'Africa per sempre. Sulla base del suo lavoro in Congo, viene inviato come console in Perù, lungo il corso del fiume Putumayo dove trova una situazione simile a quella che già conosce: per aumentare la produttività nell'estrazione del caucciù, la Peruvian Amazon Company, una società a proprietà inglese, sfrutta in maniera criminale il lavoro di sette tribù indie che hanno già perduto tre quarti dei loro membri per la violenza dei responsabili locali. Come in Congo, Casement e la commissione inglese raccolgono notizie di mutilazioni, torture, omicidi, sfruttamento fino all'estremo, stupri e altri abusi. Avvertito dell'indagine, il governo peruviano invia nella regione un giudice dalla fama irreprensibile per indagare sui soprusi. Casement fa ritorno in Inghilterra portando con sé come testimoni alcuni lavoratori provenienti dall'isola di Barbados di cittadinanza inglese.
Qualche tempo dopo il Foreign Office lo invia di nuovo a Iquitos, Perù, per verificare se il governo ha messo in pratica quanto promesso. La realtà è terribile: Julio C. Arana, il principale azionista della Peruvian Amazon, ha costretto alla fuga il giudice e coperto i propri dipendenti ricercati per i crimini denunciati da Casement. Egli scrive quindi un nuovo, crudo rapporto che causa un processo a Londra. La Peruvian Amazon fallisce, sia per il boicottaggio degli acquirenti che per la concorrenza a miglior prezzo del caucciù importato dal sudest asiatico.
L'esperienza dello sfruttamento coloniale in Africa e America Latina trasforma Roger Casement in un fervente nazionalista, convinto dell'esigenza di rendere l'Irlanda indipendente dalla Corona britannica. Durante la prima guerra mondiale, mentre i soldati irlandesi combattono nell'esercito britannico, si reca in Germania per cercare appoggio alla causa indipendentista. Tenta di arruolare alla sua causa giovani irlandesi prigionieri, con scarso successo. Nel 1916 sbarca sulla costa presso Tralee con l'intenzione di impedire la rivolta di Pasqua programmata dagli Irish Volunteers contro il dominio britannico, perché è convinto che un'insurrezione senza una contemporanea manovra diversiva tedesca sarebbe un suicidio. La missione si rivela un disastro, Casement viene catturato e trasferito in galera a Londra.
Tutti gli appelli per la sua liberazione cadono nel vuoto. Viene giustiziato per impiccagione, perché la domanda di grazia è respinta dal Consiglio dei Ministri.

## Edizioni italiane
Il sogno del celta, traduzione di Glauco Felici, Collana Supercoralli, Torino, Einaudi, 2011, ISBN 978-88-062-0831-8.